# Evelyn Lear
Kammersängerin Evelyn Lear (Brooklyn, Estados Unidos, 8 de janeiro de 1926 – Sandy Spring, Maryland, 1 de julho de 2012) nascida Evelyn Schulman foi uma soprano estadounidense destacada pela sua interpretação em óperas e música contemporâneas, de Alban Berg e Richard Strauss.

## Começos e carreira inicial
Filha da soprano de coloratura Nina (Kwartin) Quartin, e de Nathan Shulman, sua família era russo-judia. Estudou no Hunter College, na Universidade de Nova Iorque e mais tarde voz, coro, piano e composição na Juilliard School of Music de Nova Iorque. Ali conheceu a seu futuro esposo, o baixo barítono Thomas Stewart (1928-2006). Sua estreia profissional foi em Boston na obra de Marc Blitzstein, Reuben Reuben, como protagonista junto a Eddie Albert. O show único permaneceu duas semanas em cartaz e nunca chegou a Broadway. O casal casou-se em 1955 e como ganhadores da Bolsa Fullbright para estudar na Hochschule für Musik se estabeleceram em Berlim onde estudou com a célebre cantora de coloratura Maria Ivogün, a mesma maestra de Elisabeth Schwarzkopf e de Rita Streich.
Como membro da Ópera Alemã de Berlim estreia como o Compositor em Ariadne auf Naxos de Strauss e em 1962 em Viena nas primeiras representações de pos-guerra de Lulu de Alban Berg dirigidas por Karl Böhm. A personagem de Berg - e Marie em Wozzeck, a outra ópera do compositor - foram a sua melhor carta de apresentação nos mais importantes teatros líricos europeus e no Teatro Colón de Buenos Aires em 1965.
A sua carreira estendeu-se entre 1957 e 1992 aparecendo em mais de quarenta personagens nas companhias mais importantes dos Estados Unidos, destacando-se por sua versatilidade e rapidez na aprendizagem musical. A sua insaciável curiosidade no repertório contemporâneo levou-a a estrear obras de Werner Egk (Die Verlobung in San Domingo na reabertura da Ópera Estatal de Baviera em Munique, 1961), Robert Ward, Martin Levy, Rudolf Kelterborn, Giselher Klebe e Thomas Pasatieri (The Seagull, 1974). Os rigores da escritura vocal contemporânea cedo fizeram-se sentir no desgaste de seu registo agudo.

## O "MET"
A demorada estreia no Metropolitan Opera, devido a problemas de cachê entre a administração do teatro e o casal Stewart-Lear, chegou em 1967 com A Electra senta-lhe bem o luto (Mourning becomes Electra) do compositor Martin Levy onde no papel de Lavinia obteve um sucesso clamoroso. Na sala metropolitana interpretou Octavian e a Mariscala do Cavaleiro da Rosa, a condessa dos casamentos de Fígaro, Donna Elvira em Don Giovanni, Alice Ford em Falstaff e em Lulu como a condessa Geschwitz em 1980. Sua despedida produziu-se em 15 de outubro de 1985 como a Mariscala em Der Rosenkavalier dirigida por James Levine acompanhada por Tatiana Troyanos e Kathleen Battle.
Lear gozou de uma particular afinidade com a obra de Richard Strauss com as Quatro últimas canções (com Karl Böhm) sendo uma das poucas cantoras que interpretaram os três papéis femininos do Cavaleiro da Rosa. Em teatros alemães cantou Sofia ao princípio da sua carreira, o cavaleirro Octavian no Metropolitan Opera e posteriormente a Mariscala em vários teatros como San Francisco, Nova Iorque, Buenos Aires e A Scala dirigida por Carlos Kleiber.
Outras personagens: Emilia Marty de Leioš Janáček, Tatiana de Eugene Onegin de Chaicovski, Cleópatra em Giulio Cessar de Händel, Tosca de Puccini, Desdemona em Otello de Verdi, Carmen de Bizet, Alegre-las comadres de Windsor de Otto Nicolai, Fenena em Nabucco de Verdi, Senta de Der fliegende Holländer e como Dido na versão em inglês de Lhes Troyens de Berlioz dirigida por Colin Davis.
Em 1966, ganhou um Grammy pela gravação de Wozzeck dirigida por Karl Böhm com Dietrich Fischer-Dieskau e Fritz Wunderlich com quem também registou A flauta mágica de Mozart.

## Recitalista, actriz e docente
Distinta recitalista em canções e obras sinfónico corais de Bach, Mozart, Schubert, Schumann, Wolf, Mahler, Hahn, Villa Lobos, Faure, Debussy, Gershwin, Barber, Alban Berg, Arnold Schönberg, Bernstein e no repertório russo (Chaicovsky, Rachmaninoff, Gliére e Gretchaninoff).
Admirável actriz, interpretou em 1976 a Nina Cavallini no filme Buffalo Bill e os índios de Robert Altman com Paul Newman. Em 1984 foi Elizabeth I no musical Elizabeth and Essex.
Por sua contribuição às artes, o senado de Berlim nomeou-a Kammersängerin e o Festival de Salzburgo outorgou-lhe o Prémio Max Reinhardt.
Ao retirar-se, o casal Stewart-Lear desempenharam-se como mestres de canto muito requeridos nos cursos de aperfeiçoamento das companhias de ópera americanas. Os cantores fundaram o programa para cantores na Sociedade Wagner de Washington, D.C.
Suas trajectórias pioneiras representam ao cantor norte-americano que aperfeiçoado em Europa soube assimilar o melhor das duas culturas.
Casada em primeiras núpcias com o Dr. Walter Lear (1923-2010), pai de seus dois filhos, Bonnie e Jan Stewart.

## Discografia
- Bach: St John Passion / Richter
- Bartok: Bluebeard's Castle / Pierre Boulez - Londres 1975
- Berg: Lulu / Karl Böhm
- Berg: Wozzeck / Karl Böhm
- Berg: Altenberg Lieder, Op. 4 / Boulez
- Bernstein: On The Town / Michael Tilson Thomas
- Brahms: Ein Deutsches Requiem / Richter (DVD)
- Egk: Die Verlobung / Egk
- Janáček: Glagolitic Mass / Kubelík
- Krenek: Johnny Spielt Auf / Hollreiser
- Mahler: Dás klagende Lied / Boulez
- Mahler: Dês Knaben Wunderhorn / Stewart
- Mozart: Die Zauberflöte / Böhm
- Mussorgsky: Borís Godunov / Cluytens
- Schönberg, Cuarteto para soprano e sensatas Opus 10 / New Vienna Quartet
- Strauss: Der Rosenkavalier /De Waart
- Verdi: Nabucco / Stein (Fenena)
- Verdi: Um ballo in maschera / Patané
- Weill: Johnny Johnson / Meredith
- Wolf: Mörike Lieder / Werba
- Evelyn Lear And Thomas Stewart Sing Wagner & Strauss
- The Art Of Evelyn Lear - Spohr, Strauss, Berlioz, Berg
- Evelyn Lear & Thomas Stewart - A Musical Tribute
- Evelyn Lear Narrates Poulenc and Satie
- Evelyn Lear - An 80th Birthday Tribute